# آزلبن
آزلبن (به آلمانی: Aseleben) یک منطقهٔ مسکونی در آلمان است که در Seegebiet Mansfelder Land واقع شده‌است. آزلبن ۵۲۳ نفر جمعیت دارد.